# Sora Amamiya
Sora Amamiya (雨宮 天 Amamiya Sora?,  Tokio, Japón, 28 de agosto de 1993) es una  actriz de voz y cantante japonesa, afiliada a Music Ray'n. Es conocida por sus papeles de Elizabeth Liones en Nanatsu no Taizai, Aqua en KonoSuba!, Touka Kirishima en Tokyo Ghoul, Akame en Akame ga Kill!, Miia en Monster Musume no Iru Nichijō, Ayame Himuro en Rikei ga Koi ni Ochita no de Shōmei Shite Mita, Chizuru Mizuhara en Kanojo, Okarishimasu, Miko Yotsuya en Mieruko-chan, Nazuna Nanakusa en Yofukashi no Uta, entre otros. Ha sido condecorada, junto con sus colegas Reina Ueda y Aya Suzaki, con el premio "Mejor Actriz Revelación" en la novena edición de los Seiyū Awards por sus trabajos en Akame ga Kill! y Aldnoah.Zero.
Como cantante, ella firmó con el sello discográfico Sony Music Entertainment Japan, y es parte del grupo idol TrySail junto con Momo Asakura y Shiina Natsukawa.

## Biografía
Amamiya nació el 28 de agosto de 1993 en Tokio, cuando estaba en segundo año de colegio, ella encontró una colección de CD de actuación de voz de Miyuki Sawashiro. En 2011, Amamiya,  junto con Momo Asakura y Shiina Natsukawa, pasaron una audición realizada por Music Ray'n, y las tres debutaron como actrices de voz en 2012. Su  primer papel principal fue el de Kaori Fujimiya en la serie de anime Isshūkan Friends, en 2014. Ese mismo año, interpretó los papeles de Akame en Akame ga Kill!,  Asseylum Vers Allusia en Aldnoah.Zero,  Touka Kirishima en Tokyo Ghoul  y Elizabeth Liones en Nanatsu no Taizai, los cuales la hicieron más popular. Su carrera musical comenzó cuando interpretó la canción "Kanade" (奏（かなで, lit. "Sinfonía") , una versión de un sencillo de 2004 de la banda Sukima Switch. La canción fue utilizada como tema final de Isshūkan Friends, en julio lanzó el single Skyreach, que fue usado como primer tema de apertura de la serie Akame ga Kill! y estuvo en el puesto 13 de la lista Oricon. asimismo formó junto con Asakura y Natsukawa el trío idol TrySail. En marzo de 2015, junto con Reina Ueda y Aya Suzaki, recibió el Premio a la Mejor Actriz Revelación en la novena ceremonia de los Seiyu Awards.

## Estilo Musical e Influencias
En una entrevista con la publicación de anime LisAni , Amamiya describió el proceso de producción de su sencillo "Freesia", cuya canción principal se usó como tema final para la transmisión japonesa de la serie de televisión animada Heaven Official's Blessing. Señaló que, a partir de 2017, tendía a lanzar sencillos en solitario en años impares, y cómo "Freesia" también se ajustaba a ese patrón. Señaló que "Freesia" tiene una atmósfera oriental, con la primera parte con la imagen de una pequeña habitación que se abre como resultado de la oxidación; La atmósfera oriental de la canción también influyó en su video musical. La aparición del título del sencillo en la portada, así como la portada en sí, tenían la intención de recordar a un sencillo retro de 7 pulgadas, y ella enfatiza este punto sosteniendo un micrófono antiguo. Para el lado B del sencillo "Jōnetsu no Te Amo", ella apuntó a que la canción tuviera un sabor latino, con una guitarra española entre otras influencias. Señaló que escribir la canción fue un desafío ya que no tocaba la guitarra y tuvo que investigar varios tipos de instrumentos. También se observó que la tercera canción del sencillo, "Emerald", tenía una introducción exótica.

## Filmografía
Lista de los roles interpretados durante su carrera.
Los papeles principales están en negrita.

### Anime
2012
- Aikatsu! como Konatsu Hayase, Wakaba Kuze y Yuna Nakayama.
- Shin Sekai Yori como Misuzu.
- Tonari no Kaibutsu-kun como Estudiante Femenina E (ep. 4).

2013
- Gaist Crusher como Hisui Midori.
- Log Horizon como Liliana.
- Ginga Kikoutai Majestic Prince como Rona.
- Silver Spoon como Estudiante Femenina B.
- Sekai de Ichiban Tsuyoku Naritai! como Aika Hayase.

2014
- Akame Ga Kill! como Akame.
- Nanatsu no Taizai como Elizabeth Liones.
- Nobunaga the Fool como Operadora.
- Blade & Soul como Jin Hazuki.
- Mahōka Kōkō no Rettōsei como Honoka Mitsui.
- Isshuukan Friends como Kaori Fujimiya[4]
- Aldnoah.Zero como Asseylum Vers Allusia.
- Tokyo Ghoul como Touka Kirishima.

2015
- Aldnoah.Zero 2 como Asseylum Vers Allusia.
- Classroom Crisis como Iris Shirasaki.
- Denpa Kyōshi como Minako Kanou.
- Ninja Slayer From Animation como Yamoto Koki.
- Plastic Memories como Isla.
- Punch Line como Mikatan Narugino.
- Tokyo Ghoul √A como Touka Kirishima.
- Monster Musume no Iru Nichijō como Miia.

2016
- Bungō Stray Dogs como Elise.
- Bungō Stray Dogs: Segunda Temporada como Elise.
- Divine Gate como Yukari
- Haifuri como Moeka China.
- Puzzle and Dragons X como Sonia.
- Qualidea Code como Aoi Yaegaki
- Shūmatsu no Izetta como Sophie.
- Kono Subarashii Sekai ni Shukufuku wo! como Aqua.
- WWW.Working!! como Shiho Kamakura.

2017
- Ani ni Tsukeru Kusuri wa Nai! como Shi Mao.
- Demi-chan wa Kataritai como Kurutsu/Kurtz.
- Kono Subarashii Sekai ni Shukufuku wo! 2 como Aqua
- Re:CREATORS como Rui Kanoya
- Battle Girl High School como Haruka Narumi

2018
- Killing Bites como Hitomi Uzaki.
- Nanatsu no Taizai: Imashime no Fukkatsu como Elizabeth Liones
- Overlord II como Crusch Lulu.
- Tokyo Ghoul: re como Touka Kirishima.
- Yonhyaku-nijuu Renpai Girl como Miyako Dokuutsugi
- Baki como Kozue Matsumoto.

2019
- Doraemon como Candy (ep. 572).
- Dumbbell Nan-Kilo Moteru? como Akemi Sōryūin.
- Isekai Quartet como Aqua[5]
- Nanatsu no Taizai: Kaminari no Gekirin como Elizabeth Liones

2020
- Magia Record como Yachiyo Nanami
- Pokémon: Twilight Wings como Rurina (Nessa).
- Kanojo, Okarishimasu como Chizuru Mizuhara[6]
- Kimi to Boku no Saigo no Senjō, Arui wa Sekai ga Hajimaru Seisen como Aliceliese Lou Nebulis IX
- Rikei ga Koi ni Ochita no de Shōmei Shite Mita como Ayame Himuro
- Kūtei Dragons como Takita
- Baki Season 2 como Kozue Matsumoto.

2021
- Nanatsu no Taizai: Fundo no Shinpan como Elizabeth Liones
- IDOLY PRIDE como Rui Tendō
- Shin no Nakama ja Nai to Yuusha no Party wo Oidasareta node, Henkyou de Slow Life suru Koto ni Shimashita como Yarandrala
- Baki Hanma como Kozue Matsumoto
- Mieruko-chan como Miko Yotsuya
- Magia Record Season 2 como Yachiyo Nanami

2022
- Akebi-chan no Sailor-fuku como Erika Kizaki
- Yofukashi no Uta como Nazuna Nanakusa[7]
- Kanojo, Okarishimasu 2nd Season como Chizuru Mizuhara
- Rikei ga Koi ni Ochita no de Shōmei Shite Mita 2nd season como Ayame Himuro
- Otome game sekai wa mob ni kibishii sekai como Hertrude Sera Fanoss

2023
- Spy Kyōshitsu como Lily
- Kubo-san wa Mob wo Yurusanai como Saki Kubo
- Kimi wa Hōkago Insomnia como Haya Magari
- Kanojo, Okarishimasu 3rd Season como Chizuru Mizuhara
- Kono Subarashii Sekai ni Bakuen wo! como Aqua.
- Zom 100: Zombie ni Naru made ni Shitai 100 no Koto como Saori Ohtori
- Mokushiroku no Yonkishi como Elizabeth Liones y la Narradora.
- Hikikomari Kyūketsu Hime no Monmon como Millicent Bluenight.

2024
- Dekisokonai to Yobareta Moto Eiyū wa, Jikka kara Tsuihōsareta node Suki Katte ni Ikiru Koto ni Shita como Noelle.
- Ishura como Curte el Cielo Despejado.
- Kono Subarashii Sekai ni Shukufuku wo! 3 como Aqua.
- Yōkoso Jitsuryoku Shijō Shugi no Kyōshitsu e 3rd Season como Nazuna Asahina.
- Tsue to Tsurugi no Wistoria como Ellenor Ljos Al.

2025
- Bad Girl como Nana Matsuda
- Magic Maker ~Isekai Mahō no Tsukurikata~ como Rose.

### Películas
2014
- The Idolmaster Movie: Kagyaki no Mukogawa e! como Shiho Kitazawa.

2015
- Date A Live: The Movie – Mayuri Judgement como Mayuri.
- El himno del corazón como Natsuki Nitō.

2017
- The Irregular at Magic High School The Movie: The Girl Who Calls the Stars como Honoka Mitsui.

2018
- Nanatsu no Taizai: Tenkū no Torawarebito como Elizabeth Liones.

2019
- KonoSuba!: Legend of Crimson como Aqua
- Hibike! Euphonium: Chikai no Finale como Kanade Hisaishi.

2021
- Nanatsu no Taizai: Hikari ni Norowareshi Mono-tachi como Elizabeth Liones.

2022
- Nanatsu no Taizai: Ensa no Ejinbara: Parte 1 como Elizabeth Liones

2023
- Nanatsu no Taizai: Ensa no Ejinbara: Parte 2 como Elizabeth Liones

### Videojuegos
2013
- Gaist Crusher como Hisui Midori.
- The Idolmaster Million Live! como Shiho Kitazawa.

2014
- FREEDOM WARS como Shizuka "Fake" Laurent.
- Mahouka Koukou no Rettousei: LOST ZERO como Mitsui Honoka.
- Mahouka Koukou no Rettousei: Out of Order como Mitsui Honoka.

2015
- Battle Girl High School como Narumi Haruka.
- Granblue Fantasy como Dorothy.
- Nanatsu no Taizai: Pocket no Naka no Kishi-dan como Elizabeth Liones.
- Nanatsu no Taizai: Shinjitsu no Enzai como Elizabeth Liones.
- Twilight Lore como Abbey.

2016
- Digimon World: Next Order como Luche

2017
- Azur Lane como HMS Illustrious.
- Magia Record: Puella Magi Madoka Magica Side Story como Yachiyo Nanami.

2018
- Kamen Rider Build como Vernage (sólo la voz).
- Fate/Grand Order como Valkyrie Thrùd

2019
- Persona 5: The Royal como Kasumi Yoshizawa/Sumire Yoshizawa.

2020
- Konosuba: Fantastic Days como Aqua.
- Alchemy Stars como Bethlehem.
- Illusion Connect como Kichou.

### Doblaje
- Absentia como Flynn Durand
- Big Fish & Begonia como Chun
- Meg 2: The Trench como Meiying Zhang
- School of Rock como Summer
- Uncharted como Chloe Frazer

## Discografía
Lista de los sencillos, álbumes y DVDs lanzados durante su carrera musical.

### Sencillos
| #  | Título                | Fecha de lanzamiento    | Oricon ranking |
| -- | --------------------- | ----------------------- | -------------- |
| 1  | SKYREACH              | 13 de agosto de 2014    | 13             |
| 2  | Tsuki Akari (月灯り?) | 19 de noviembre de 2014 | 25             |
| 3  | Velvet Rays           | 9 de septiembre de 2015 | 20             |
| 4  | Irodori               | 26 de julio de 2017     | 8              |
| 5  | Eternal               | 13 de diciembre de 2017 | 15             |
| 6  | Chikai                | 9 de mayo de 2018       | 10             |
| 7  | Defiance              | 16 de enero de 2019     | 9              |
| 8  | VIPER                 | 7 de julio de 2019      | 11             |
| 9  | Regeneration          | 6 de noviembre de 2019  | 13             |
| 10 | PARADOX               | 15 de enero de 2020     | 7              |
| 11 | Eien no Aria          | 12 de mayo de 2021      | 11             |
| 12 | Fressia               | 21 de julio de 2021     | 11             |
| 13 | Love-Evidence         | 11 de mayo de 2022      | 13             |

### Álbumes
| # | Título         | Fecha de lanzamiento    | Oricon ranking |
| - | -------------- | ----------------------- | -------------- |
| 1 | Various BLUE   | 7 de septiembre de 2016 | 7              |
| 2 | The Only BLUE  | 11 de julio de 2018     | 6              |
| 3 | Paint it, BLUE | 2 de septiembre de 2020 | 7              |

### Otras canciones
- Fan Fanfare (Sekai de Ichiban Tsuyoku Naritai! Ending) como Aika Hayase.
- Kanade (al final de Isshūkan Friends) como Kaori Fujimiya.
- Harmonious (Aldnoah.Zero 2 Ending del episodio 11) como Asseylum Vers Allusia.
- Liar Rouge (THE IDOLM@STER LIVE THE@TER PERFORMANCE 04) como Shiho Kitazawa.
- Original. (opening de Demi-chan wa Kataritai) como parte del grupo TrySail.
- Saikousoku Fall in Love (Monster Musume no Iru Nichijō) Como Miia (junto con Papi (CV: Ari Ozawa), Centorea (CV: Natsuki Aikawa), Suu (CV: Mayuka Nomura), Mero (CV: Haruka Yamazaki) y Rachnera (CV: Sakura Nakamura))
- Chikai (Nanatsu no Taizai: Imashime no Fukkatsu Segundo Ending) como Elizabeth Liones
- Regeneration (Nanatsu no Taizai: Wrath Of The Gods Primer Ending) como Elizabeth Liones
- Eien no Aria (Nanatsu no Taizai: Fundo no Shinpan Segundo Opening) como Elizabeth Liones
- Yume Fanfare (Heroine Tarumono! Ending del episodio 10) como Sena Narumi (junto con Mona Narumi (CV: Shiina Natsukawa))
- Chiisana Boukensha (KonoSuba!, Primer Ending) como Aqua (junto con Megumin (CV. Rie Takahashi) y Darkness (CV. Ai Kayano))
- Ouchi ni Karetai (KonoSuba!, Segundo Ending) como Aqua (junto con Megumin (CV: Rie Takahashi) y Darkness (CV: Ai Kayano))